# Castelvetere in Val Fortore
Castelvetere in Val Fortore è un comune italiano di 933 abitanti della provincia di Benevento in Campania.

## Geografia fisica

### Territorio
Castelvetere in Val Fortore è situato nell'alta valle del Fortore (Sannio orientale) sulla cima di un'altura (a 706 m s.l.m.) dell'Appennino campano, ai confini col Molise, pressoché equidistante da Benevento e Campobasso.

## Storia

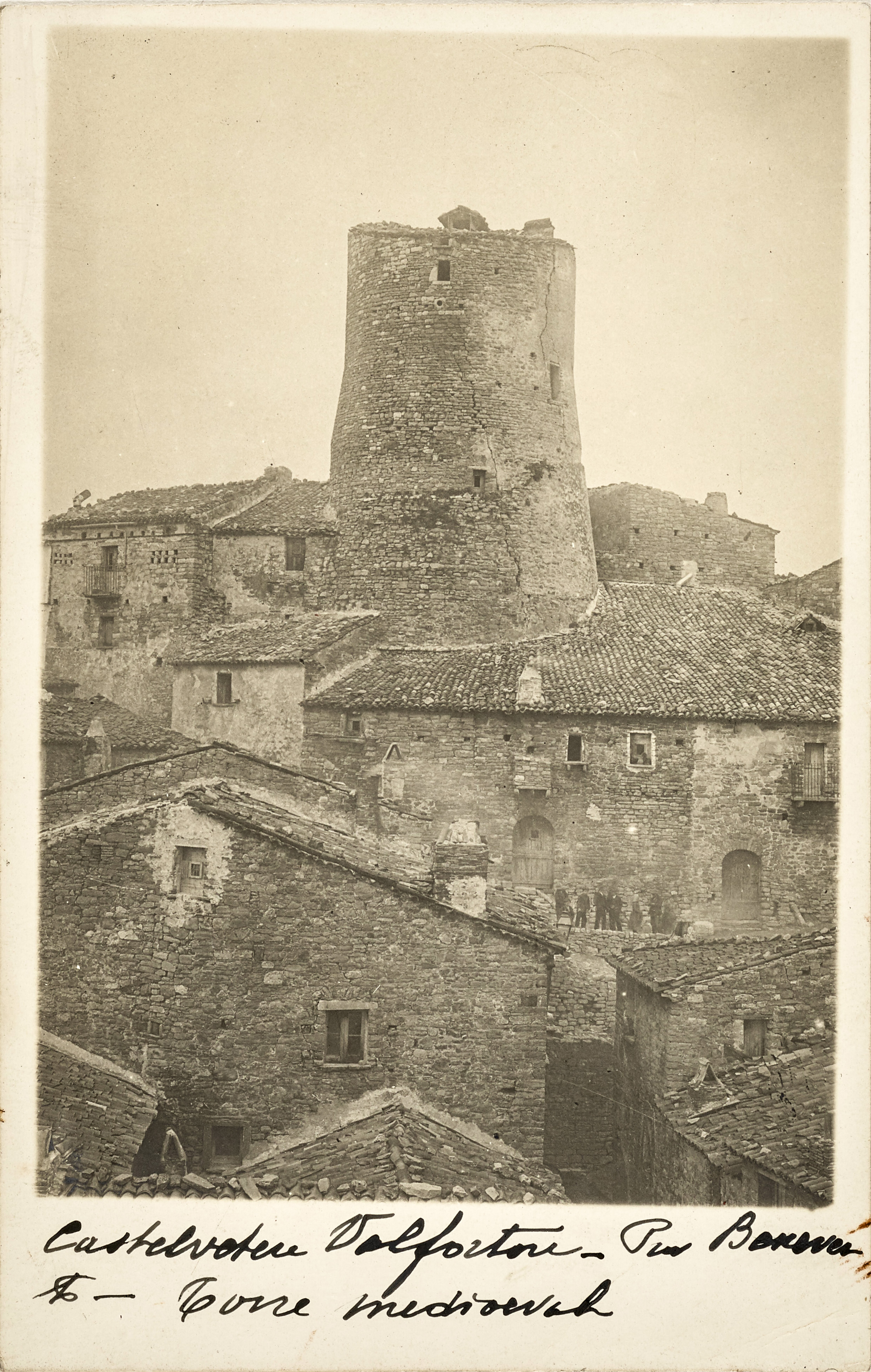
Scorcio del paese nella prima metà del XX secolo, ancora sovrastato dalla torre medievale

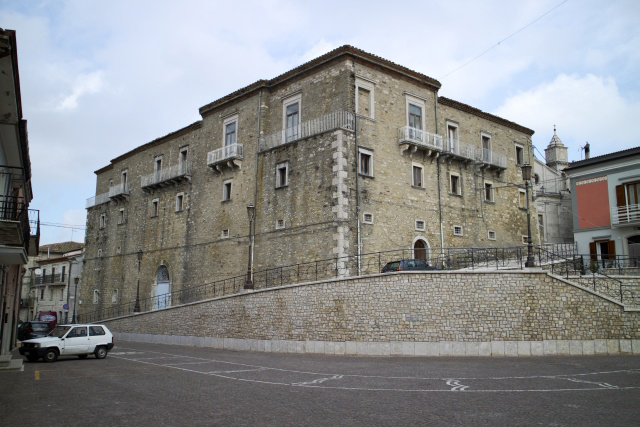
Il palazzo marchesale

La prima notizia di Castelli veteris risale al XII secolo ed è contenuta nel Catalogus baronum, ma le origini dell'abitato sono probabilmente più antiche. Sotto la dominazione normanna (1054-1189) il feudo di Castelvetere faceva parte della contea di Civitate. Il conte Filippo di Civitate ne possedeva la metà, l'altra metà era tenuta da certi Novellone e Arabito.
Con la dominazione sveva (1190-1266) il feudo passò a Gimondo de Molisio. Nella dominazione successiva, quella angioina (1266-1435), fu posseduto da Simone de Molisio.
All'epoca della dominazione aragonese (1442-1494) il feudatario è Paolo de Molisio; successivamente il feudo passa ad Alberico Carafa. Tale famiglia ne rimase in possesso fino alla ribellione di Alberico II Carafa, quando Carlo V - con diploma del 30 giugno 1532 - concesse il feudo di Castelvetere a don Ferrante Gonzaga.
Dopo pochi anni la famiglia Carafa riebbe da don Ferrante il feudo, che poi Isabella Carafa nel 1613 vendette a Cesare Brancaccio. Da costui passò ad Alessandro Ridolfi, poi a Camillo Grasso e, dai discendenti, a Orazio Sersale.
Nel 1689 il feudo venne acquistato da Nicola Moscatelli, a cui fu concesso nel 1693 il titolo di marchese di Castelvetere.
Castelvetere ha fatto parte della Capitanata fino al 1811, quando passò alla neonata provincia di Campobasso.
Quando nel 1861 Benevento divenne provincia, il comune fu aggregato a essa.

### Simboli
Lo stemma e il gonfalone sono stati concessi con DPR del 4 maggio 1983.
Stemma
Gonfalone

## Monumenti e luoghi d'interesse

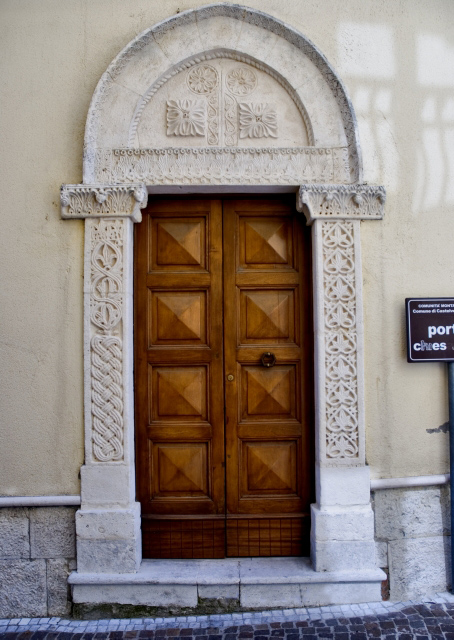
Il portale della chiesa di San Nicola

- Ruderi della torre normanna - Il nucleo urbano più antico ruota intorno ai ruderi della vecchia torre circolare. Attualmente di essa è rimasto solo qualche misero avanzo.
- Portale della chiesa di San Nicola - Portale finemente lavorato posto sul fianco della chiesa di San Nicola sulla via Roma, la strada principale dell'antico centro.
- Palazzo Marchesale o Palazzo Moscatelli - Maestoso palazzo del XVIII secolo, ex dimora feudale, dichiarato monumento nazionale perché ha "importante interesse storico e artistico".
- Villa comunale - Presenta statue allegoriche di ambiente mitologico-silvano, una piazzetta rotonda con mosaici, tra cui quelli delle costellazioni dello zodiaco, ecc.
- Bosco comunale - Situato nella zona nord-ovest, presenta una vegetazione costituita perlopiù da cerri e una fauna con gufi, civette, bianconi, vipere, falchi. Inoltre si possono trovare alcune varietà di funghi, tra le quali spiccano i porcini.

## Società

### Evoluzione demografica
Abitanti censiti

## Amministrazione
| Periodo | Periodo   | Primo cittadino    | Partito                       | Carica  | Note |
| ------- | --------- | ------------------ | ----------------------------- | ------- | ---- |
| 2006    | 2011      | Gigli Ettore       | Centro-destra                 | Sindaco |      |
| 2011    | 2016      | Iarossi Luigi      | Per Castelvetere              | Sindaco |      |
| 2016    | in carica | Mottola Gianfranco | Lista civica Impegno e futuro | Sindaco |      |